# وایگاندسهاین
وایگاندسهاین (به آلمانی: Waigandshain) یک شهر در آلمان است که در وستروالدکرایس واقع شده‌است. وایگاندسهاین ۲۱۶ نفر جمعیت دارد.